# Wormaldia dolophion
Wormaldia dolophion là một loài Trichoptera trong họ Philopotamidae. Chúng phân bố ở miền Ấn Độ - Mã Lai.